# Acid shikimic
Axít shikimic, nói chung được biết đến nhiều hơn dưới dạng anion shikimat, là một chất hóa-sinh học trung gian quan trọng trong thực vật và vi sinh vật. Tên gọi của nó có từ hoa shikimi (シキミ) trong tiếng Nhật, là hoa của cây Illicium anisatum), mà từ đó lần đầu tiên nó đã được cô lập.
Axít shikimic là nguyên liệu cần thiết để sản xuất:
- Các amino acid thơm như phenylalanin và tyrosin,
- Indol, các dẫn xuất của indol và tryptophan,
- Nhiều chất ancaloit và các chất chuyển hóa thơm khác,
- Tanin và lignin.

Trong công nghiệp dược phẩm, axít shikimic từ cây đại hồi được sử dụng làm vật liệu cơ sở cho sản xuất Tamiflu (oseltamivir). Mặc dù axít shikimic có mặt trong phần lớn các sinh vật tự dưỡng, nhưng nó chỉ là chất tổng hợp sinh học trung gian và nói chung tìm thấy với hàm lượng rất thấp. Việc cô lập chậm axít shikimic từ đại hồi được coi là nguyên nhân dẫn đến thiếu hụt oseltamivir trong năm 2005. Axít shikimic cũng có thể chiết ra từ hạt của quả sau sau (chi Liquidambar), rất phổ biến tại Bắc Mỹ, với mức chiết ra khoảng 1,5%, vì thế chỉ cần 4 kg hạt sau sau là đã đủ cho 14 gói Tamiflu. So sánh với đại hồi thì nó vẫn còn kém hơn, do từ đại hồi có thể chiết ra 3 -7% axít shikimic. Các nguồn tiềm năng khác có chứa axít shikimic bao gồm cả bạch quả (Ginkgo biloba). Ngoài ra, axít quinic, chiết ra từ vỏ cây canh ki na (chi Cinchona) trồng tại Cộng hòa dân chủ Congo cũng là vật liệu cơ sở thay thế đầy tiềm năng để sản xuất oseltamivir. Gần đây phương pháp tổng hợp sinh học trong E. coli cũng đã được hoàn thiện hơn, cho phép các sinh vật này tích lũy đủ lượng axít shikimic cần thiết để có thể sử dụng thương mại.

## Tổng hợp sinh học
Cho Phốtphoenol pyruvat và erythros-4-phốtphat tác động với nhau để tạo ra 3-deoxy-arabinoheptulsonat-7-phốtphat (DAHP), trong phản ứng được enzym DAHP synthaza xúc tác. DAHP sau đó được chuyển thành 3-dehyđrôquinat(DHQ), trong phản ứng do enzym DHQ synthaza xúc tác. Mặc dù phản ứng này cần NAD (Nicotinamid adenin dinucleotid) như là một chất phụ, nhưng cơ chế enzym lại tái sinh ra nó, kết quả là NAD không bị hao hụt (lưu ý là sơ đồ không chính xác).
DHQ sau đó bị khử nước thành 3-dehyđrôshikimat bởi tác động của enzym dehyđrôquinaza, sau đó bị khử tiếp thành axít shikimic nhờ enzym shikimat dehyđrôgenaza, nó sử dụng NADPH (nicotinamid adenin dinucleotid phốtphat) như là một chất phụ.

## Các nhà cung cấp
- Sigma-Aldrich Co. (Trang sản phẩm)
- Acros
- Fisher Scientific